# 극동호 화재
극동호 화재 사고는 1987년 6월 16일 14시 50분경, 경상남도 거제군 남부면 다포리 (속칭 '솥뚜껑') 해상에서 관광객 87명(선장·선원 2명 포함)을 태우고 해금강 관광을 마치고 충무로 돌아가던 충무 유람선협회 소속 목조유람선 24톤급 '극동호'가 기관실 엔진 과열로 불이 나면서 침몰, 관광객 29명(남3·여22) 이 숨지고 7명이 실종, 51명이 구조된 인명사고이다.

## 사고 경위
극동호
극동호는 1980년 7월(또는 1979년 1월)에 건조된 24톤급, 출력 265마력, 속도 17노트의 목조디젤선으로, 정원은 승무원 3명을 포함하여 87명이었다. 충무유람선협회 소속으로, 충무-한산섬-해금강 구간을 부정기유람선으로 운행하였다.
사고
보도에 의하면, 극동호는 1987년 6월 16일 11시경 선원과 승객 87명을 태우고 충무항을 출발하였다. 관광을 마치고 14시 40분경 다시 충무항으로 돌아갈 때에 배에 과열한 엔진에서 불꽃이 튀면서 선체에 옮겨 붙어 화재가 발생하였다. 객실로 불이 번지자 승객 다수가 객실 밖으로 나와 바다에 뛰어들었다. 구명동의는 줄로 묶여 있었고, 소화기는 작동되지 않았다. 승객들은 10분 만에 모두 뛰어내렸으며, 배는 20분 만에 완전히 침몰되었다.

## 구조 및 수색
사고 해역은 물살이 센 곳으로, 인근을 지나던 선박들이 불길을 보고 구조에 나섰으나 87명 중 29명이 사망하고 7명이 실종되었다. 29명은 중경상을 입었고, 21명만이 무사했다. 승객들은 남원과 대구의 단체관광객들로, 부녀자가 대부분이었다. 선장과 기관장은 살아남아 구속되었다.
극동호는 6월 17일밤에 인양, 18일 새벽에 예인되었다.

## 원인 분석
선박의 노후, 소화·구명 장치 미비 등이 사고의 원인으로 지적되었다.
육상용 엔진을 불법으로 사용하고, 제한된 운항시간을 초과하였으며, 안전 검사가 부실했고, 승객안전수칙을 준수하지 않았다는 지적도 있었다. 관계 당국의 허술한 관리와 공무원들의 전문 지식 결여도 문제점으로 지적되었다.
경찰은 냉각수를 공급하는 펌프의 고장으로 엔진이 과열되었다고 추정하였다.
- 1979년 1월 유람선 건조 당시 사용한 엔진은 중고 자동차부속상회에서 사들인 265마력의 노후된 자동차 엔진[10]으로서, 냉각기 계통이 청수로 냉각하도록 되어 있어 해수로 냉각하는 선박용 엔진과 달리 부식되어 2~3년을 지탱하기 힘들다는 전문가들의 지적이 있었다. 그럼에도 당시 연안여객선이나 어선들은 마력당 6~8만원 하던 비싼 선박용 엔진 사용을 기피하고 대부분 값싼 자동차 엔진을 사용하였다.

- 당시 사고 유람선의 기관사는 무자격자였으며, 당시 기관사에 따르면 엔진고장이 잦아 1개월전에도 클러치와 냉각기를 수리한 것을 비롯, 한 달 사이 5차례나 정비에 정비를 거듭했다고 한다. 화재 당시에도 엔진이 과열된 상태에서 고장이 발생하였다.

- 사고 당시 선박에는 구명동의 1백13벌, 구명튜브 4개, 구명부기 84개등 1백98점의 구조장비를 갖추고 있었다. 그러나 장비들을 모두 밧줄로 묶어둔데다 승선당시 장비이용 및 비상탈출요령을 설명하지 않았다. 이 때문에 불이 났을 때 승객들이 구조장비를 하나도 이용하지 못하고 선상에서 우왕좌왕했으며 선장이 배를 정박시키기 위해 인근 암초에 밧줄을 매려 할 때 10여명의 승객들이 한꺼번에 밧줄에 매달리다가 그대로 익사했다.

- 위급한 상황에 대비, 긴급구조를 요청할 SSB무전시설과 수시로 항로보고를 하는 VHF통신시설을 갖추고도 사고 당시 당황한 나머지 이를 사용하지 못한데다 조타실에 설치해둔 소화기 2개도 전혀 작동되지 않아 진화작업에 손을 쓰지 못했다.

- 사고 선박은 취항 당시 운항코스를 충무에서 한산도까지 평수 구역에만 운항토록 허가된 목선으로 파도가 심한 연해구역의 운항이 금지되었으나 1985년 충무시(현 통영시)가 해금강까지 운항코스 변경을 허가했다. 그러나 1987년 3월 마산지방해운항만청이 선박을 검사하면서 성능이 좋지 않다고 판단, 1일 1시간 30분만 운항토록 조치했으나 이를 어기고 해금강까지 하루 4~8시간 운항하였다.

## 같이 보기
- 충주호 유람선 화재